# Giacomo Caneva
Giacomo Caneva (1813, Padova – 29. března 1865, Řím) byl italský fotograf a průkopník, který působil v Římě.

## Životopis
Stal se jedním z hlavních animátorů fotografického kruhu Caffè Greco. Jeho sbírku fotografií a negativů převzal Ludovico Tuminello a pokračoval v uvádění jeho snímků na trh.
Několik jeho fotografií je ve sbírce vévodkyně z Berry .

## Galerie

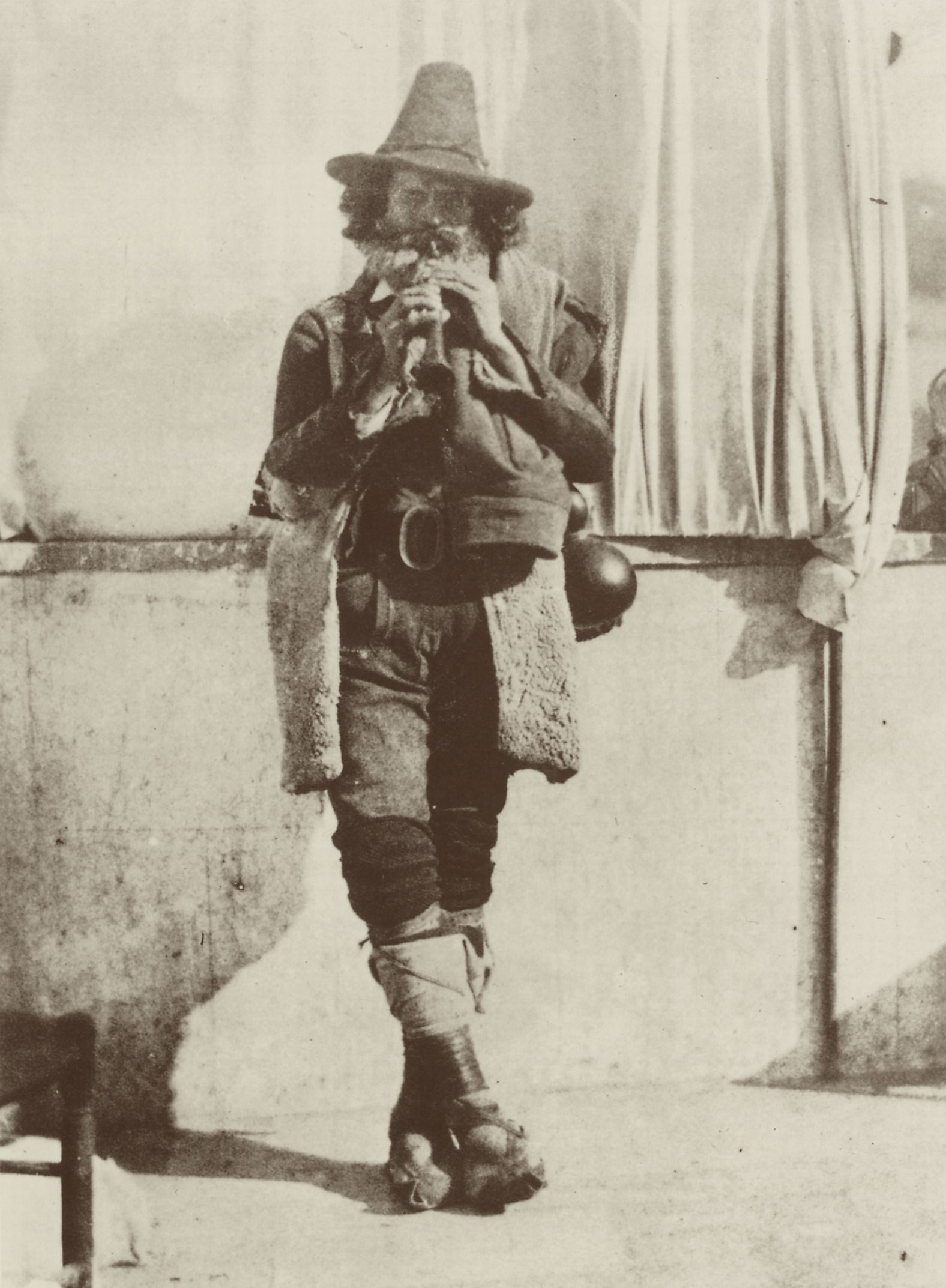
Telio Nardi
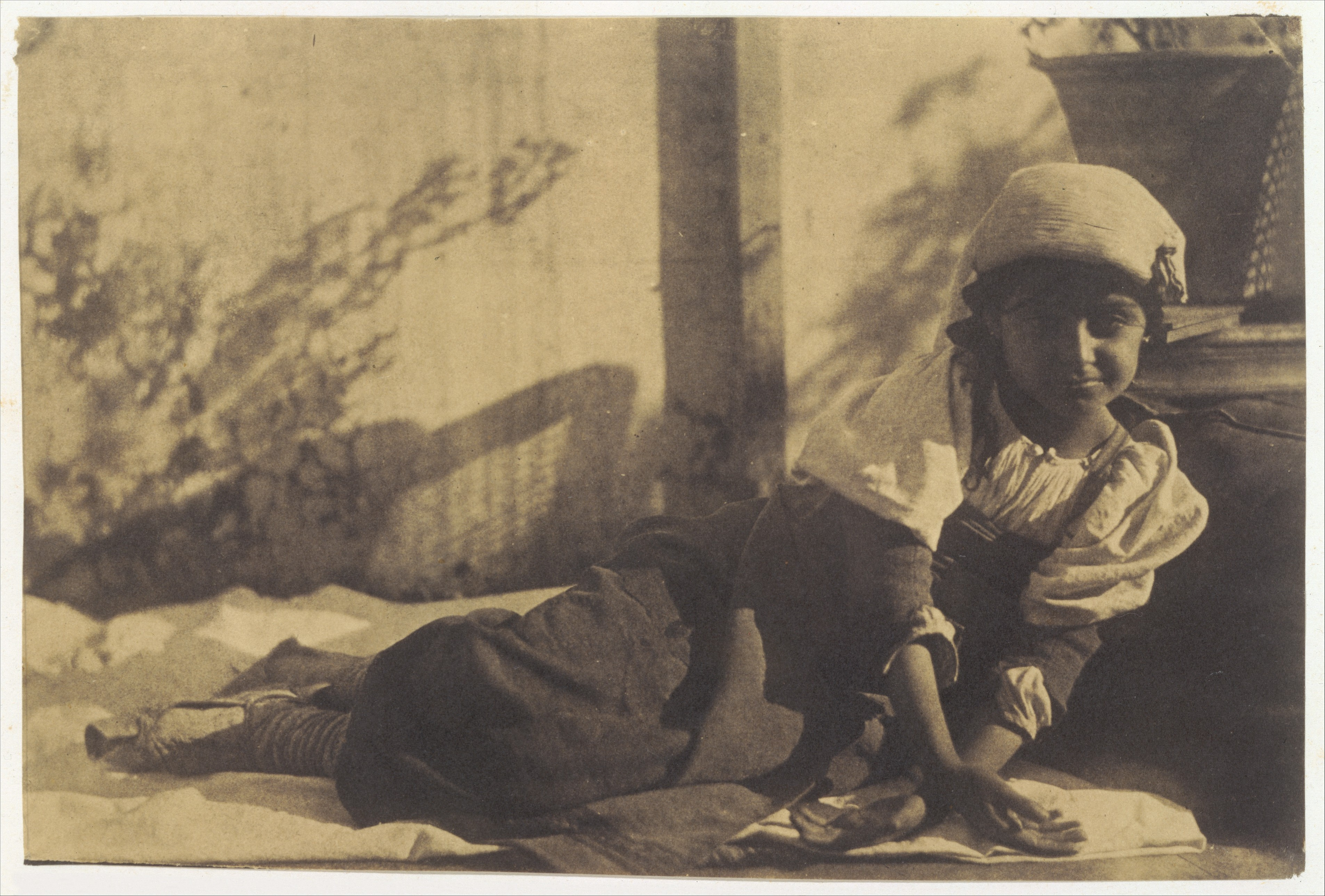
Carlotta Cortudino
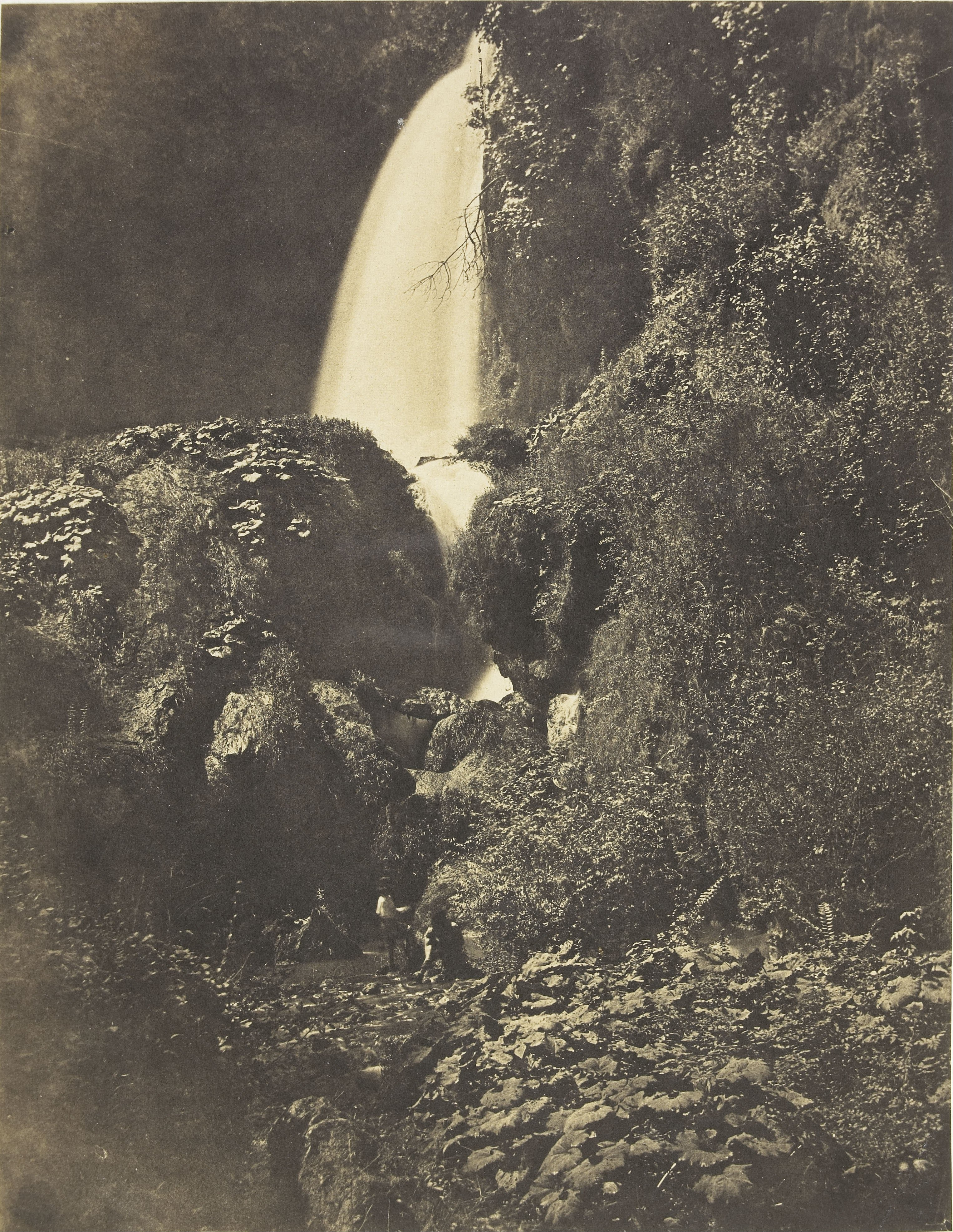
Giacomo Caneva - Tivoli, vodopád Aniene
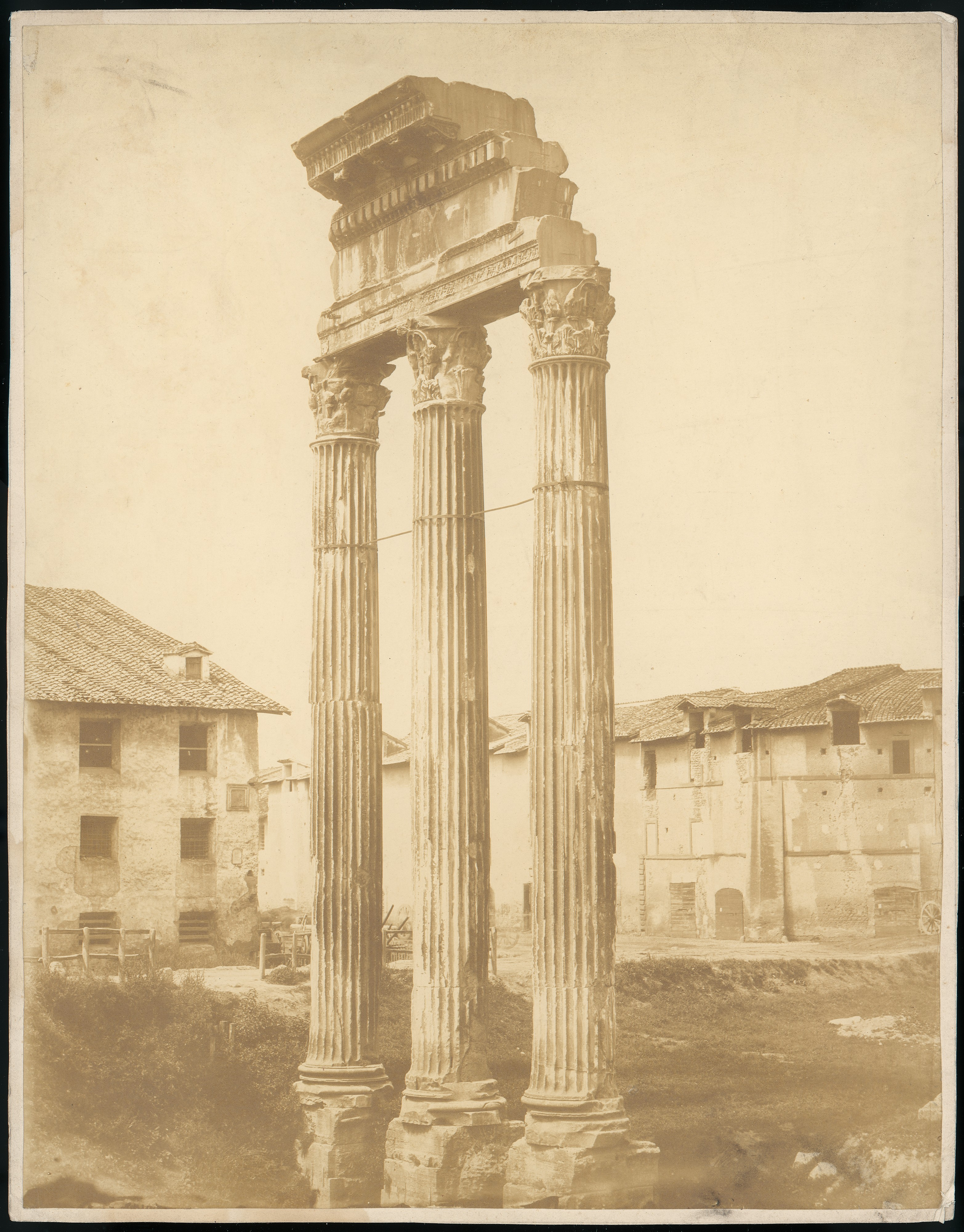
Roman Ruins
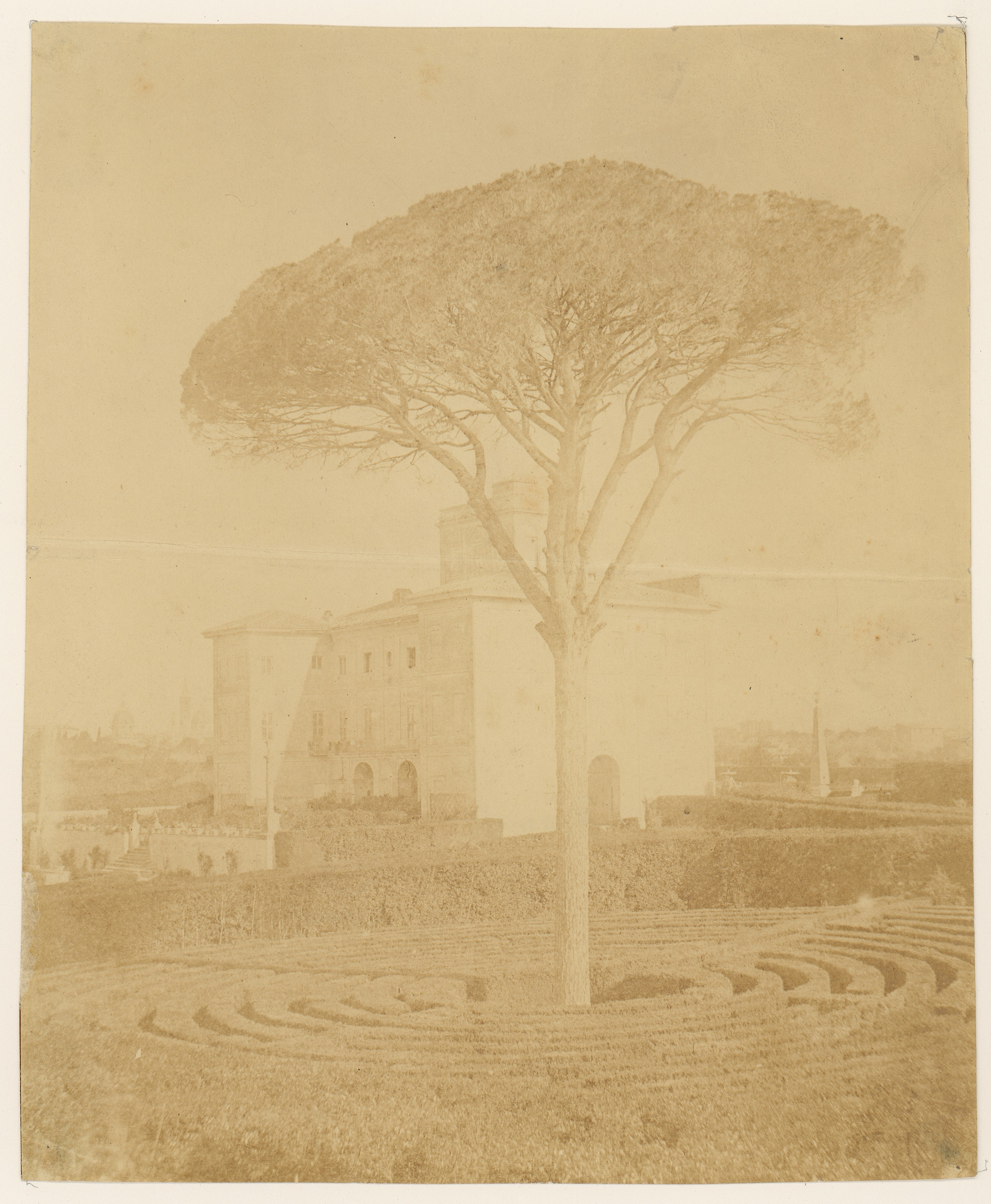
Tree in Formal Garden Outside Palazzo
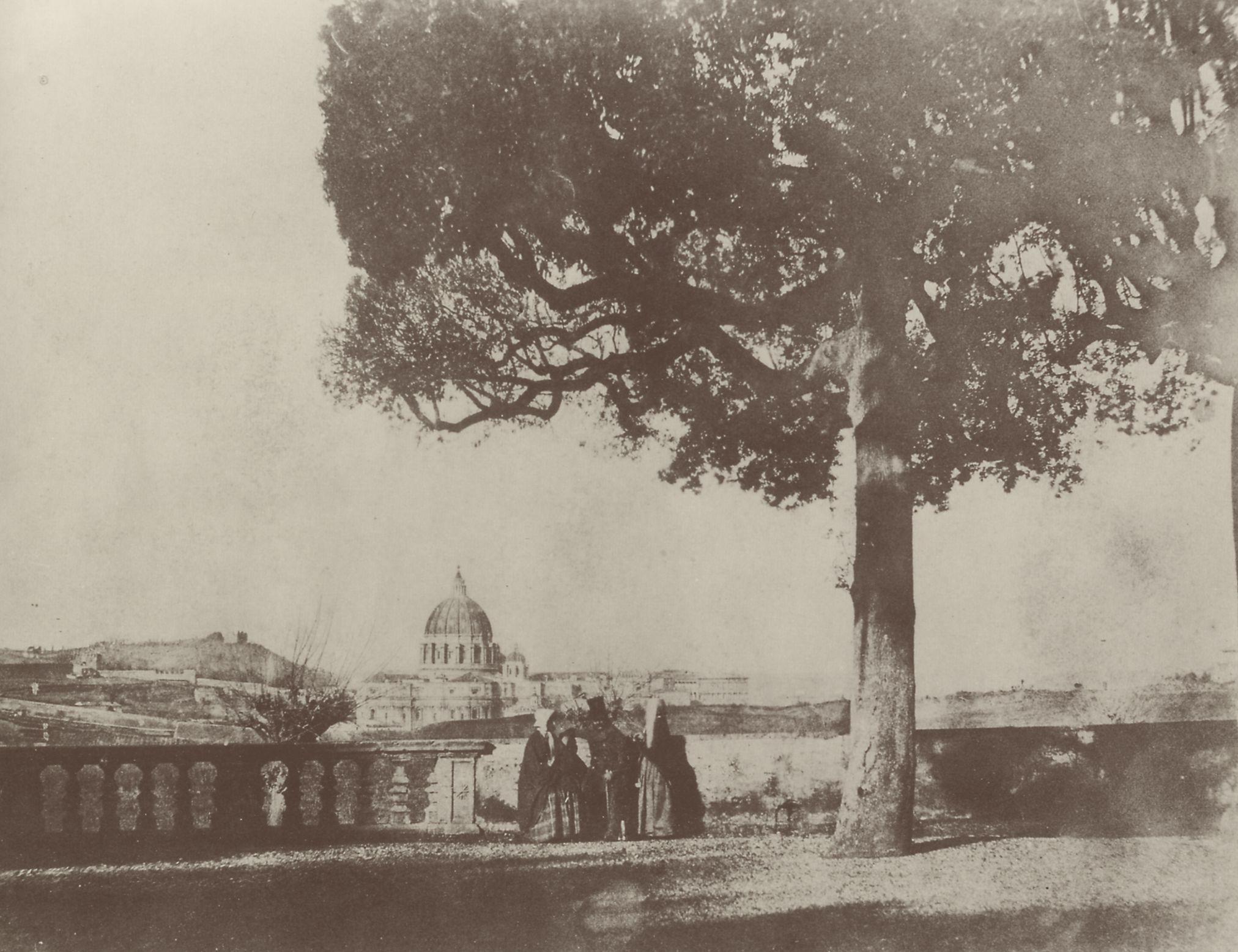
Caneva, Giacomo, Řím
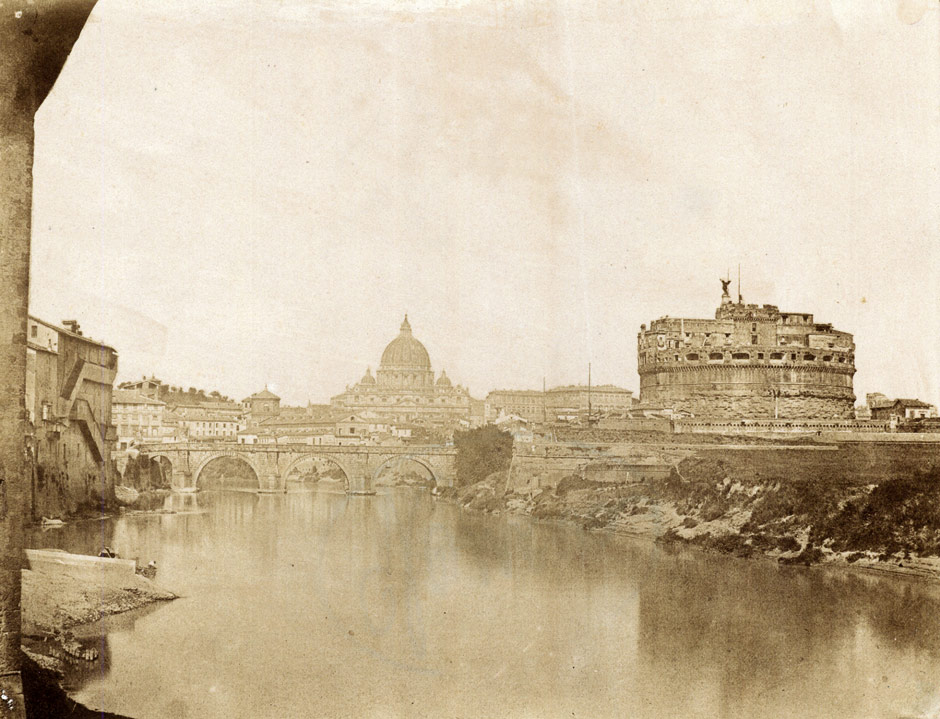
Canevo Tevere con Castel Sant Angelo
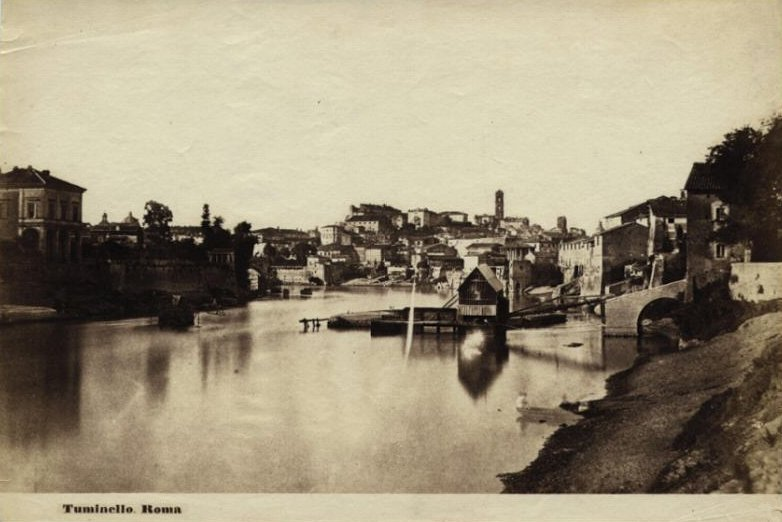
Tuminello roma
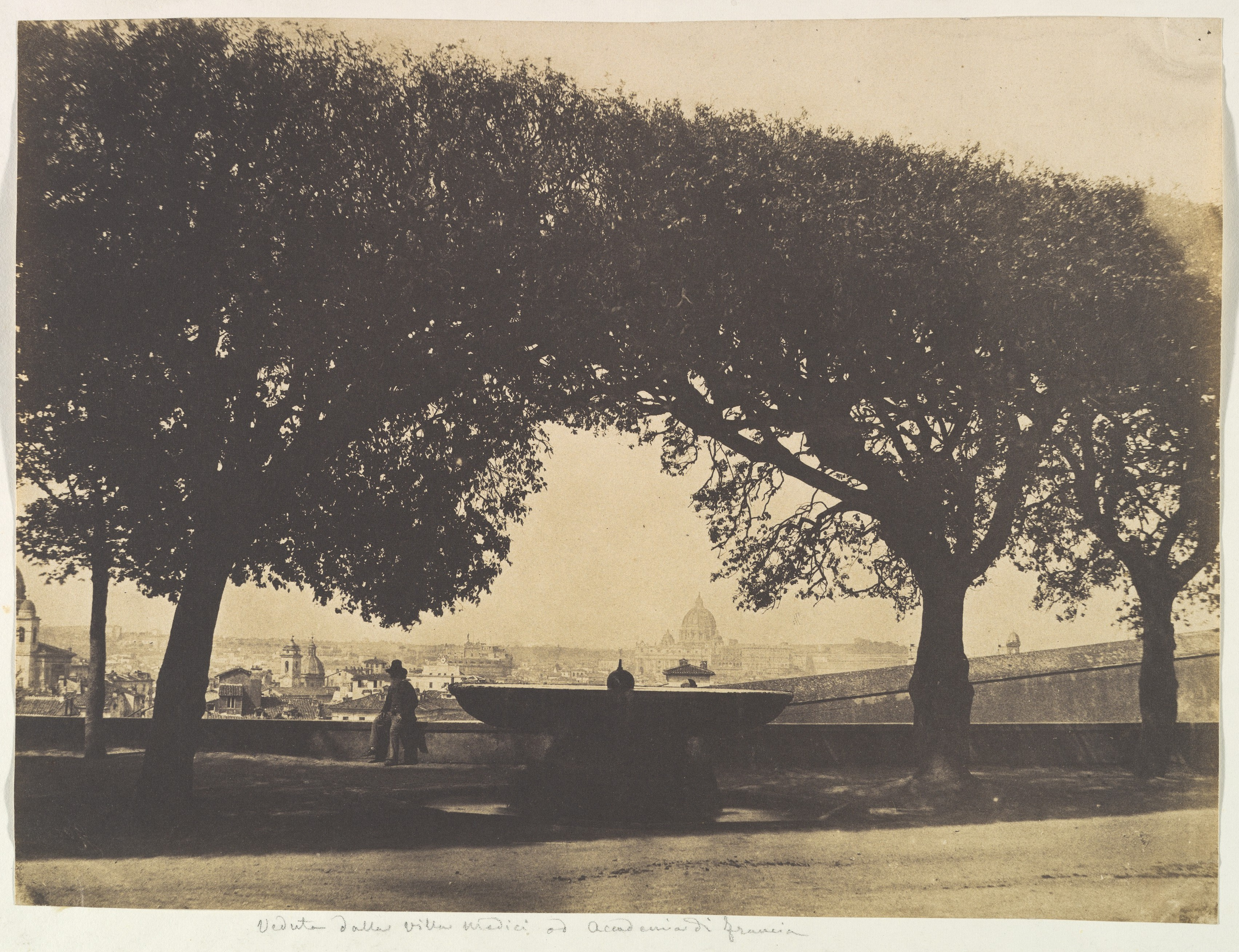
Pohled z Francouzské akademie na Villu Medicejů